# Стојан Андов
Стојан Андов (Кавадарци, 30. новембар 1935 — Скопље, 18. јун 2024) био је македонски политичар. Био је први председник Собрања Републике Македоније. Током 1995. године кратко је био вршилац дужности Председника Републике Македоније.

## Биографија
Рођен је 1935. године у Кавадарцима. Дипломирао је на Економском факултету у Скопљу, а магистрирао на Београдском универзитету. Био је потпредседник Националног Извршног већа, члан македонске делегације у Савету република и покрајина и члан Савезне владе у три мандата. Био је амбасадор Југославије у Ираку од 1987. до 1991. године. Оснивач је Либералне партије Македоније и био је њен председник. На првим вишестраначким изборима 1990, изабран је за члана парламента и постао је председник Скупштине у јануару 1991. године. На другим вишестраначким изборима 1994, поново је изабран за народног посланика и председника Скупштине, а на дужности је остао до марта 1996. године. Био је кандидат за председника Републике на председничким изборима у Македонији 1999. године. Дана 30. новембра 2000. је изабран и трећи пут за председника Скупштине.